# Aznalcázar
Aznalcázar is een gemeente in de Spaanse provincie Sevilla in de regio Andalusië met een oppervlakte van 450 km². In 2007 telde Aznalcázar 3860 inwoners.